# Hendrik Reiher
Hendrik Reiher   (Eisenhüttenstadt, 25 de gener de 1962) és un remer alemany, ja retirat, que va competir durant les dècades de 1980 i 1990.
El 1988 va prendre part en els Jocs Olímpics d'Estiu de Seül, on va guanyar la medalla d'or en la prova del quatre amb timoner del programa de rem. Quatre anys més tard, als Jocs de Barcelona, va guanyar la medalla de plata en la mateixa prova.
En el seu palmarès també destaquen set medalles al Campionat del món de rem, tres d'or, tres de plata i una de bronze, entre les edicions del 1981 i 1990. També guanyà la medalla d'or en el dos amb timoner als Jocs de l'Amistat i dotze campionats de l'Alemanya Oriental.